# Österreichische Ärzte- und Apothekerbank
Die Österreichische Ärzte- und Apothekerbank AG ist eine Aktiengesellschaft mit Firmensitz in Wien und weiteren Standorten in Österreich. Als österreichische Spezialbank bietet die Bank Finanzdienstleistungen für die Berufsgruppen Ärzte, Zahnärzte und Apotheker an.
Das Kreditinstitut in der heutigen Form entstand 2017 aus der Fusion der Österreichische Apothekerbank eG mit der Bank für Ärzte und Freie Berufe AG.

## Geschichte der Apothekerbank
Die Österreichische Apothekerbank war seit ihrer Gründung als Zentral-, Kredit- und Sparinstitut der Apotheker Österreichs reg.Gen.m.b.H im Jahr 1910 die Standesbank der Pharmazeuten in Österreich. Als Genossenschaftsbank verfolgte sie einen Fördergedanken für ihre Mitglieder.
Ab 1925 wurde das Bankinstitut auf die Apotheker Zentralkassa umfirmiert.
1943 erfolgte die Verschmelzung des Instituts mit der „Pharmakred“ Kredit- und Garantiegenossenschaft m.b.H. Wien unter dem neuen Firmenwortlaut: „Wiener Apothekerbank“.

## Geschichte der Ärztebank
Die Ärztebank wurde am 28. Oktober 1914 als Niederösterreichische Kriegskreditbank gegründet. Damaliger Zweck der Bank war die Förderung der gewerblichen Wirtschaft.
1967 erwarb die damalige Zentralsparkasse der Volksbanken reg.Gen.m.b.H., später Österreichische Volksbanken AG und jetzt Volksbank Wien AG, die Aktienmehrheit aus den Händen des Bundes.
Anfang der 80er Jahre erfolgte die Spezialisierung auf die Betreuung der Ärzte- und Zahnärzteschaft und der Freien Berufe. 1982 wurde dazu die Änderung des Firmenwortlautes auf Bank für Wirtschaft und Freie Berufe AG (WIF-Bank) beschlossen. 2003 wurde die Fokussierung auf die Ärzteschaft mit der erneuten Umfirmierung auf Bank für Ärzte und Freie Berufe AG (Die Ärztebank) erklärt.
Ende 2009 wurde die Ärztebank aus dem VBAG-Konzern ausgegliedert. Als neuer Eigentümer fungierten die Ärztekammern und die Schulze-Delitzsch Ärzte und Freie Berufe e.Gen. Beteiligt an dieser Genossenschaft waren vorerst lokale Volksbanken, später auch Kunden der Ärztebank.

## Fusion zur Österreichische Ärzte- und Apothekerbank AG
Im Oktober 2017 entstand die Österreichische Ärzte- und Apothekerbank AG aus dem Zusammenschluss der Österreichischen Apothekerbank eG und der Bank für Ärzte und Freie Berufe AG. Die Verwaltungsgenossenschaft Österreichische Apothekerbank eG wurde in den Aktionärskreis der Bank aufgenommen.